# 陳邦治
陳邦治（1942年11月4日—），中華民國海軍陸戰隊二級上將，生於臺中市沙鹿區，屆齡退伍後目前從事種柿子務農、NGO工作，畢業於彰化高中、海軍官校55年班，現任黎明文化基金會董事長，曾任總統府戰略顧問、海軍總司令、國防部總政戰局長、首任後備司令、軍管區司令、海軍陸戰隊司令、海軍陸戰隊66師長，是中華民國國軍史上第一位海軍陸戰隊出身的二級上將與海軍總司令，也是繼莊銘耀之後，第二位臺灣本省籍的海軍總司令。

## 軍旅生涯
1966年從海軍官校畢業後，陳邦治選擇了海軍陸戰隊官科，生涯成長在陸戰隊，任官也都在陸戰隊，是臺灣有史以來第一位陸戰隊官科出身的二級上將（二級上將，2002年8月6日晉升）。國軍遷臺以來，從無陸戰隊官科軍官升任二級上將的前例，主因為陸戰隊編制較小，以往最高職務就是中將司令，陳邦治打破了陸戰隊紀錄，成為陸戰隊官科升任二級上將的第一人。
雖然原出自於海軍軍官學校，但從海軍陸戰隊學校開始，便成為海軍陸戰隊的一員，一路走來，幾乎當過所有海軍陸戰隊的重要職務，是一位歷練相當完整的海軍陸戰隊老將，低調內斂，操著一口臺灣國語；後來還升任海軍總司令，是中華民國海軍史上第一位陸戰隊官科出身的海軍總司令。

## 晉任二級上將

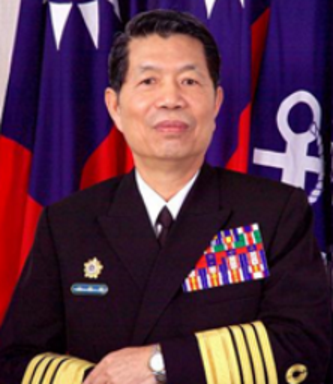
陳邦治陸戰隊二級上將著海軍軍裝所攝之照片，攝於海軍總司令任內

2001年，時任軍管區司令部中將副司令的陳邦治申請提前五個月退伍，國防部安排轉任退輔會欣屏瓦斯公司董事長。2001年10月16日原本是卸甲歸田的日子，在前一天的上午，當時的總統陳水扁依慣例召見陳邦治，詢問陳邦治提早退伍的理由。他告訴總統「我出身自陸戰隊，當過陸戰隊司令就要知所進退」，總統沒說什麼，並和他一起拍攝「畢業照」。
回到軍管部副司令辦公室，私人物品早已打包完畢，下午軍管部為他舉辦歡送茶會，晚間還有續攤聚餐。軍管部司令金恩慶上將（曾任中國國民黨黃復興黨部主委）接到總統府的電話，說陳邦治的退伍報告並未獲准，希望他留下來繼續做。基於職業軍人服從長官命令的特性，隔天他便要家人寄回物品並繳回退伍令，後於2002年2月升任為軍管部司令。
2002年8月6日陳邦治晉任二級上將，成為中華民國海軍陸戰隊第一位二級上將。
2003年2月1日轉任總政治作戰局局長，2005年2月1日再轉任海軍總司令，是中華民國海軍史上第一位陸戰隊官科出身的總司令，也是海軍建軍以來第3位非傳統艦艇作戰兵科的總司令
2002年3月因應國防二法實施，軍管區司令部更名為國防部後備司令部，為使後備司令符合配置官職旗標準，國防部因此新增「後備司令旗」，並完成陸海空軍軍旗條例的修法程序。2003年2月轉任總政治作戰局局長後，因該職務使用官階旗，而陳氏是第一位陸戰隊二級上將，國防部因此新增「海軍陸戰隊二級上將旗」。
| 後備司令旗 |
| 後備司令旗 |

| 海軍陸戰隊二級上將旗 |
| 海軍陸戰隊二級上將旗 |

## 榮譽
1984年當選該年度莒光楷模。

## 備註
1. ↑  第二位晉升海軍陸戰隊二級上將者為季麟連（二級上將，2006年2月16日晉升），陸軍官校正38期（58年班）步科，畢業後分發至陸戰隊。第三位晉升海軍陸戰隊二級上將者為陳國祥。
2. ↑  第1位非海軍艦艇作戰兵科的海軍總司令是第1任的陳誠（陸軍一級上將），第2位是第2任的桂永清（陸軍二級上將，病逝後追晉為一級上將）。